# Vĩnh Phú Tây
Vĩnh Phú Tây là một xã thuộc huyện Phước Long, tỉnh Bạc Liêu, Việt Nam.

## Địa lý
Xã Vĩnh Phú Tây nằm ở phía nam huyện Phước Long, cách trung tâm huyện 5 km về phía tây nam, có vị trí địa lý:
- Phía đông giáp xã Vĩnh Thanh
- Phía tây giáp xã Phước Long
- Phía nam giáp thị xã Giá Rai
- Phía bắc giáp thị trấn Phước Long và xã Phước Long.

Xã Vĩnh Phú Tây có diện tích 51,72 km², dân số năm 2022 là 18.072 người, mật độ dân số đạt 349 người/km².

## Hành chính
Xã Vĩnh Phú Tây được chia thành 11 ấp: Bình Bảo, Bình Hổ, Bình Hổ A, Bình Lễ, Bình Thạnh, Bình Thạnh A, Bình Tốt, Bình Tốt A, Bình Tốt B, Huê I, Phước II.

## Lịch sử
Sau năm 1975, xã Vĩnh Phú Tây thuộc huyện Hồng Dân.
Ngày 20 tháng 12 năm 1975, Bộ Chính trị Đảng Cộng sản Việt Nam ban hành Nghị quyết số 19/NQ về việc điều chỉnh lại việc hợp nhất tỉnh ở miền Nam Việt Nam cho sát với tình hình thực tế, theo đó tỉnh Cà Mau và tỉnh Bạc Liêu được tiến hành hợp nhất vào ngày 1 tháng 1 năm 1976 với tên gọi ban đầu là tỉnh Cà Mau – Bạc Liêu. Khi đó, xã 
Vĩnh Phú Tây thuộc huyện Hồng Dân, tỉnh Cà Mau – Bạc Liêu.
Ngày 10 tháng 3 năm 1976, Ban đại diện Trung ương Đảng và Chính phủ về việc đổi tên tỉnh Cà Mau – Bạc Liêu thành tỉnh Minh Hải. Khi đó, xã Vĩnh Phú Tây thuộc huyện Hồng Dân, tỉnh Minh Hải.
Ngày 29 tháng 12 năm 1978, Hội đồng Chính phủ ban hành Quyết định số 326-CP về việc chuyển xã Vĩnh Phú Tây thuộc huyện Hồng Dân về huyện Phước Long mới thành lập quản lý.
Ngày 25 tháng 7 năm 1979, Hội đồng Bộ trưởng ban hành Quyết định số 275-CP về việc chia xã Vĩnh Phú Tây thành 3 xã: Vĩnh Thanh (Vĩnh Thạnh), Vĩnh Hồng và Vĩnh Tiến.
Ngày 17 tháng 5 năm 1984, Hội đồng Bộ trưởng ban hành Quyết định số 75-HĐBT về việc sáp nhập xã Vĩnh Hồng và xã Vĩnh Tiến thuộc huyện Phước Long vào huyện Hồng Dân, tỉnh Minh Hải quản lý.
Ngày 14 tháng 2 năm 1987, Hội đồng Bộ trưởng ban hành Quyết định số 33B-HĐBT về việc:
- Tách một phần diện tích và dân số của xã Vĩnh Hồng để sáp nhập vào xã Vĩnh Tiến.
- Tách một phần diện tích và dân số của xã Vĩnh Tiến để sáp nhập vào xã Phong Hòa.

Xã Vĩnh Tiến có 3.495 ha đất và 7.209 nhân khẩu.
Xã Vĩnh Hồng có 4.893 ha đất và 8.318 nhân khẩu.
Ngày 9 tháng 11 năm 1990, Ban Tổ chức Chính phủ ban hành Quyết định số 483/QĐ-TCCP về việc thành lập xã Vĩnh Phú Tây trên cơ sở xã Vĩnh Hồng và xã Vĩnh Tiến.
Ngày 6 tháng 11 năm 1996, Quốc hội ban hành Nghị quyết về việc chia tỉnh Minh Hải thành tỉnh Bạc Liêu và tỉnh Cà Mau. Khi đó, xã Vĩnh Phú Tây thuộc huyện Hồng Dân, tỉnh Bạc Liêu.
Ngày 25 tháng 9 năm 2000, Chính phủ ban hành Nghị định số 51/2000/NĐ-CP về việc chuyển xã Vĩnh Phú Tây thuộc huyện Hồng Dân về huyện Phước Long mới thành lập quản lý.